# Paolo Mengoli (album)
Paolo Mengoli è il primo album del cantante italiano Paolo Mengoli, pubblicato nel 1971 dall'etichetta discografica Jet (numero di catalogo JT/40050).

## Tracce
1. Ora ridi con me
2. Oh! Luisa
3. Un angelo per me
4. Batticuore
5. Perché l'hai fatto
6. Cosa c'è di speciale in te
7. Mi piaci da morire
8. Carità
9. I ragazzi come noi
10. Che ti costa
11. Io senza te
12. La vela